# Laura Jacqmin
Laura Jacqmin es una guionista de televisión, dramaturga y guionista de videojuegos afincada en Los Ángeles y procedente de Shaker Heights, Ohio. Fue la ganadora del Premio Wasserstein 2008, un galardón de 25.000 dólares concedido para reconocer a una dramaturga emergente.

## Educación
Jacqmin estudió en el instituto Shaker Heights de Cleveland (Ohio). Después de la escuela secundaria, Jacqmin asistió a Yale, y luego pasó a recibir su Maestría en Bellas Artes en Dramaturgia de la Universidad de Ohio.

## Carrera

### Televisión
- One Piece (Netflix)
- Get Shorty (EPIX)
- Grace and Frankie (Netflix)
- Lucky 7 (ABC)

### Película
- We Broke Up – Guionista con  Jeff Rosenberg

### Videojuegos
- Minecraft: Modo de historia: Telltale Juegos (2015)[3]

### Grupos y organizaciones

#### The Kilroys
Jacqmin es uno de los miembros fundadores de The Kilroys, con sede en Los Ángeles. El grupo surgió en 2014 cuando publicaron una lista de algunas de las principales obras no producidas o infraproducidas de dramaturgos femeninos, trans y NB en un esfuerzo por aumentar la paridad de género en el teatro estadounidense.